# Caso Gabriel Kuhn
O caso Gabriel Kuhn refere-se ao assassinato de Gabriel Kuhn, menino de 12 anos, que foi esquartejado pelo seu suposto “amigo” de apenas 16 anos, ocorrido na rua Suíça, 134, no bairro da Velha Central, Blumenau, Santa Catarina, na manhã de 23 de julho de 2007.
Segundo depoimentos do assassino, Daniel Petry, a causa do conflito teria sido por uma "discussão" durante um jogo de computador, mais tarde seria confirmado que Daniel teria mentido em depoimento e que o desentendimento entre os colegas teria sido motivado por um abuso sexual, confirmado no laudo necroscópico, e não por um jogo de computador.
O assassino, Daniel Felipe Petry, na época com 16 anos, foi sentenciado com a pena máxima de três anos determinada pelo Estatuto da Criança e do Adolescente (ECA) e solicitada na denúncia do Ministério Público. A pena foi proferida pelo juiz Álvaro Luiz Pereira de Andrade, da Vara da Infância e Juventude de Blumenau.

## A vítima

### Gabriel Kuhn
Gabriel Kuhn, nascido em 21 de março de 1995, era filho de Doroteia Alessandra Zuque Kuhn e Adelar Kuhn. Era tido como um bom menino, que sempre se fazia quieto e educado.
Diferente de seu assassino, Daniel Petry, que desde cedo se mostrava uma pessoa agressiva e problemática.
Um fato em comum que trouxe proximidade aos meninos foi que ambos jogavam o jogo online MMORPG Tibia, além de ambos morarem no mesmo bairro.

## O assassino

### Daniel Petry
Daniel Felipe Petry (Blumenau, 2 de maio de 1991), é um ex-criminoso juvenil brasileiro, atualmente com 34 anos. Daniel Petry foi condenado em 6 de setembro de 2007 à três anos de prisão, por assassinar Gabriel Kuhn, em 23 de julho de 2007, quando tinha apenas 16 anos.
Daniel Felipe Petry era o segundo filho mais velho de três irmãos, filho de Simão Petry (falecido em 2015), um comerciante e sua esposa Maria Vanini Petry e tinha ascendência italiana, por parte de mãe e alemã, luxemburguesa e dinamarquesa por parte de pai.
Muitas fontes afirmavam que em seu passado, Daniel era tido como um adolescente problemático, marcado por seu gênio violento e agressivo, apesar disso, amigos e familiares contradizem com tais afirmações, alegando que Daniel sempre foi um menino calmo, educado e introvertido, nunca apresentando sinais de psicopatia ou algum outro tipo de problema mental. Mesmo assim, A família Petry tentava inúmeras vezes colocá-lo em um tratamento psicológico, ele chegava a iniciar tratamento, porém abandonava as consultas. Embora todos na vizinhança soubessem dos problemas psicológicos do menino, a amizade entre Petry e Gabriel passava a boa impressão de uma relação saudável.[carece de fontes?]
Em casa, Petry passava a maior parte do tempo assistindo a programas de televisão brasileiros e jogando MMORPG Tibia.

## O caso
Na manhã de 23 de julho de 2007, numa segunda-feira, às 8:30, Gabriel e Daniel estavam sozinhos, o que não era usual. Naquele dia Gabriel estava sozinho pois seus pais estavam trabalhando e seu irmão estava em uma consulta no dentista, enquanto a mãe de Daniel estava na casa de uma amiga em Nova Trento e mantinha-se a base de calmantes quando foi noticiada sobre o crime. Os pais de Gabriel chegaram a duvidar da autoria, não entendendo como ele teve coragem de matá-lo.
Enquanto os dois estavam sozinhos na casa de Daniel, às 9h30min, Daniel ligou para a mãe e perguntou a que horas ela voltaria, alguns minutos após a ligação, Daniel empurra Gabriel e o golpeia desacordando-o, logo em seguida, leva para o quarto e o abusa sexualmente. O menino, retomando a consciência grita em busca de socorro e ameaça contar aos pais tudo o que havia acontecido, gerando uma discussão que levaria do quarto até a cozinha deixando Daniel ainda mais irritado, a partir de então o estrangula, levando a perder a consciência, desta vez de uma forma mais profunda. Acreditando que Gabriel estava morto, Daniel envolve o corpo em fios na tentativa de suspendê-lo até o sótão que ficava a 1,8m do solo. Como o corpo estava muito pesado, Daniel não conseguiu levantar, logo decide esquartejá-lo para facilitar o processo, com uma faca e um serrote começa a cortar as pernas de Gabriel, que no meio da ação retoma a consciência e grita por ajuda, porém perde a consciência devido ao choque. A partir daí Daniel novamente tenta esconder o corpo no sótão, porém acaba desistindo e abandona o corpo em frente à porta da sua casa.

"Como tava muito pesado, ele (Daniel) não conseguiu levantar. Foi aí que ele teria cortado as pernas para facilitar a remoção. Ele cortou as duas pernas com um faca e quando chegou na parte óssea, pegou uma serrinha." - Rosi Serafim, delegada, na época, responsável pelo caso.
Por volta do meio dia, o irmão da vítima, Guilherme Kuhn, de 16 anos, que voltava do dentista, chegou em casa, mas a porta estava trancada. Então ele foi até a casa do assassino e encontrou o corpo do irmão. Ele saiu gritando por socorro e os vizinhos acionaram as autoridades, que capturaram Daniel, o qual estava muito ansioso dentro de sua casa.
A imagem de Gabriel mutilado chegou a ser registrada por uma testemunha, as fotos da cena do crime foram vazadas em vários fóruns da internet, um inquérito policial chegou a ser aberto para investigar quem espalhou as fotos.

## Investigação
A polícia concluiu o caso em 3 dias, muito mais rápido do que o previsto. Também foi descartada a hipótese de um cúmplice, que era um dos boatos que corriam no bairro, o que deixou algumas pessoas desconfiadas sobre o rigor das investigações.
Uma das primeiras pessoas a chegar ao local do crime foi a delegada Rosi Serafim, que antes mesmo de ser feita a perícia, já desconfiava que tinha acontecido um abuso sexual, por causa do estado bagunçado da cama e dos móveis no quarto do criminoso juvenil, isso fez com que a delegada pedisse um exame necroscópico, o que foi posteriormente comprovado pelo IML. O laudo indicou que Gabriel morreu devido a uma hemorragia causada pelo corte e foi duas vezes abusado sexualmente (uma delas quando já estava morto).
Daniel só foi confessar o crime após a necrópsia, porém, negou ter abusado Gabriel, alegando não ser gay. Nos depoimentos à delegada Daniel contou que, após uma briga por causa de um jogo de computador chamado MMORPG Tibia, teria ficado irritado e estrangulado Gabriel.
Apesar disso, a perícia afirmou que, Daniel havia estuprado Gabriel na cama do quarto e isso possivelmente fez Gabriel tentar se defender e ameaçar contar aos seus pais, o que levou em uma discussão entre o quarto e a cozinha, deixando Daniel ainda mais furioso. Daniel esganou Gabriel, como constatado em perícia e o arrastou para o corredor, onde o teria esquartejado, com Gabriel ainda estando com vida. Daniel ainda tentou içar o corpo ao amarrar cabos para que ele pudesse suspender e ocultar o cadáver no porão, que ficava a 1,8m acima do solo. Foi quando Daniel não conseguiu elevar o corpo e o deixou na porta de entrada, até que o irmão mais velho da vítima o encontrou.
Para a perícia, o assassinato não teria sido a consequência de uma discussão no jogo e sim, do abuso sexual cometido por Daniel. O irmão da vítima chegou logo depois e encontrou o corpo na entrada da casa, ele então correu para a rua e pediu ajuda para um vizinho que chamou a polícia.

## Internação e soltura
Daniel Petry foi conduzido a Delegacia de Proteção à Criança e Adolescente, acompanhado do pai e do advogado da família, que, após 24 horas de depoimento foi levado ao Instituto Médico Legal e por fim apresentado ao Ministério Público, onde a promotora da Infância e Juventude de Blumenau, Mônica Papst, solicitou o internamento provisório de 45 dias até o fim das investigações. Daniel foi internado em um Centro de Internação Provisória para Menores Infratores (CIP) em Itajaí, Santa Catarina.
Em 6 de setembro de 2007, Daniel Felipe Petry foi condenado à pena máxima prevista no Estatuto da Criança e do Adolescente (ECA) de três anos de reclusão e foi levado para um Centro de Atendimento Socioeducativo (CASE) em Lages. A pena foi proferida pelo juiz Álvaro Luiz Pereira de Andrade, da Vara da Infância e Juventude de Blumenau.
Em 2010, Daniel Petry foi solto, com então 19 anos de idade e nunca mais se ouviu falar em seu paradeiro, pois o processo ficou em segredo de justiça.